# Yến ngực đốm
Yến ngực đốm (danh pháp hai phần: Cypseloides cherriei) là một loài chim thuộc họ Yến. Yến ngực đốm phân bố ở Colombia, Costa Rica, Ecuador, và Venezuela. Môi trường sinh sống tự nhiên của nó là rừng núi cao ẩm thấp nhiệt đới hoặc cận nhiệt đới.